# Desterro (ort)
Desterro är en ort i Brasilien.   Den ligger i kommunen Desterro och delstaten Paraíba, i den östra delen av landet, 1 500 km nordost om huvudstaden Brasília. Desterro ligger 611 meter över havet och antalet invånare är 5 374.
Terrängen runt Desterro är platt åt sydost, men åt nordväst är den kuperad. Närmaste större samhälle är Teixeira, 19,2 km väster om Desterro.
Omgivningarna runt Desterro är huvudsakligen savann. Runt Desterro är det ganska glesbefolkat, med 42 invånare per kvadratkilometer.